# Igor III av Kiev
Igor III av Kiev, född 1152, död 1220, var en monark (storfurste) av Kiev 1202 och mellan 1212 och 1214. 